# Cerynea flavibasalis
Cerynea flavibasalis là một loài bướm đêm trong họ Erebidae.